# Kennel club

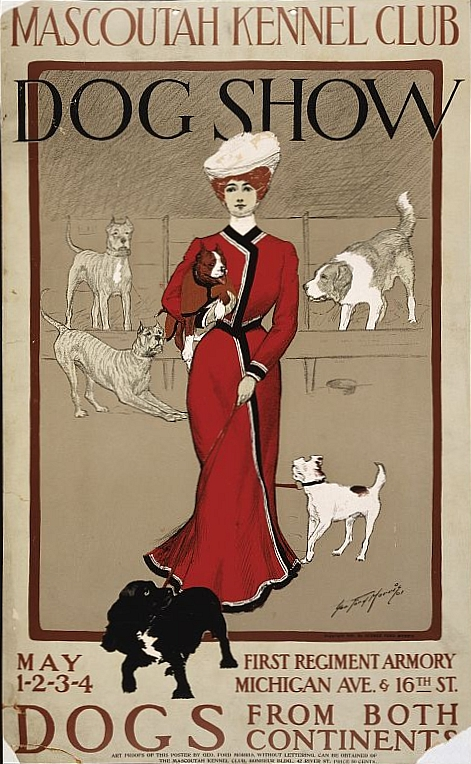
Cartaz de um show de cães no Kennel Clube de Mascoutah,1901.

Um kennel club (em tradução livre "clube de canis"), ou kennel clube, é uma organização de criadores para assuntos caninos que se preocupa com a criação, registro, exposição e promoção de mais de uma raça de cão. Os Kennel Clubs tornaram-se populares em meados do século 19 e foram fundados sobre os princípios da eugenia. 
Muitos kennel clubes também são referidos como "clubes de todas as raças", apesar de que "todas" se refere apenas àquelas raças que os clubes decidiram reconhecer, e "raça" significa cães puro-sangue, não incluindo híbridos e meio-sangue ou sem raça definida. Um clube que trata apenas de uma raça em especial é conhecido como um breed club ou clube especializado.

## Regras
Os Kennel Clubes mantêm os padrões das raças, registro de pedigrees, regras para shows de conformação de cães e de esportes, e acreditação de juízes. Muitas vezes servem como cartórios de stud book, que são arquivos de pedigrees de cães adultos de raça pura e de ninhadas de filhotes que nascem de pais de raça pura já registrados. Um kennel clube gerencia todos estes aspectos das raças de cães que alega representar, diretamente ou através de seus clubes membros.
Hoje os kennel clubes são especializados em cães de trabalho ou de show de conformação. No cenário atual, kennel clubes de cães meio-sangue ou mestiços estão a ganhar terreno e agora são às vezes classificados como kennel clubes. O propósito original de um kennel clube, no entanto, era a criação e shows de conformação de cães puro-sangue, e este continua a ser a definição mais amplamente aceita. Kennel clubes amplamente conhecidos como o The Kennel Club, o American Kennel Club, o United Kennel Club, e o Canadian Kennel Club, além disto também oferecem eventos caninos e programas de treinamento, bem como registros de cães de serviço.

## História
Em meados do século 19, a propriedade de cães selecionados artificialmente era comum entre os ricos por toda a Europa.
Kennel Clubes foram fundados a partir da necessidade de trazer ordem ao caos para o esporte de concursos públicos de exposições de cães.[carece de fontes?] O primeiro show na Inglaterra foi realizado em 1859, e foi um evento social realizado por aristocratas ingleses para arrecadar fundos para caridade.[carece de fontes?] Eles cresceram em popularidade ao longo de quatorze anos.
Em 1859, a primeira sociedade de exposições de cães foi fundada em Birmingham, Inglaterra. Dentro de três anos, o clube Acclimitation Société realizou o primeiro show no continente Europeu, em Paris, exibindo uma variedade de raças, embora que a definição de raça ainda permanecia aberto à interpretação.
Reconhecendo a necessidade para o estabelecimento de um órgão com poderes punitivos, o político Sewallis Shirley reuniu um grupo de conhecidos criadores e formou o The Kennel Club. Em abril de 1873, um pequeno grupo de pessoas teve uma reunião em um pequeno apartamento, o que levou mais tarde naquele ano ao primeiro show do clube no Palácio de Cristal com 975 participantes.
A primeira reunião geral do The Kennel Club teve lugar em Birmingham no Great Western Hotel em de dezembro de 1874. Durante o mesmo ano, uma das mais importantes ações do clube foi publicar um livro de registros (stud book), que continha os pedigrees de 4 027 cães que ganharam prêmios na exposição anterior,quatorze anos antes. Regras foram formadas e classificações estabelecidas.
Em 1882, o clube francês Société Centrale Canine e o italiano Ente Nazionale della Cinofilia Italiana (ENCI) foram fundados, seguido um ano mais tarde pelo American Kennel Club nos Estados Unidos. O United Kennel Club foi criado em 1898 também nos Estados Unidos. A Federação Cinológica Internacional foi formada em 1911, sob o apoio de sociedades caninas Austríacas, Belgas, holandesas, francesas e alemãs.
Através dos kennel clubes pessoas podem obter pedigrees para seus cães, que foram incluídos em registro permanente. Os kennel clubes tiveram mais influência sobre o desenvolvimento das raças de cães do que de qualquer outro fator, pois a original diversificação dos cães era classificada de acordo com apenas com a sua função.

## Kennel clubes internacionais
Nações que possuem grupos ativos de criadores de cães e pessoas que praticam o hobby de animal fancy geralmente têm seus próprios kennel clubes nacionais, muitas vezes filiados com os de outros países. A maioria dos kennel clubes têm condições de reciprocidade e os cães registrados em um país pode ser registrado novamente em outro país, se é importado.
A Federação Cinológica Internacional (FCI) é um dos maiores kennel clubes internacionais, representa mais de oitenta países e tem acordos com muitos grandes kennel clubes independentes de vários países. Pode haver reciprocidade de acordos ou entendimentos entre membros afiliados da FCI. Existem outros kennel clubes e federações internacionais, contudo a FCI é considerada a maior em termos numéricos possuindo 94 clubes membros e reconhecendo 344 raças de cães. 
No Brasil e em Portugal os principais kennel clubes nacionais são membros da FCI, um por país: 
- Confederação Brasileira de Cinofilia (CBKC)
- Clube Português de Canicultura (CPC)

Porém existem grandes kennel clubes nacionais, que são totalmente independentes da FCI, como a IBRC - Instituição Brasileira de Registro de Cães, no Brasil, que reconhece os demais kennel clubes nacionais e com capacidade de emitir documentos válidos em outros países.
Além da IBRC, que emite documentos internacionais, os maiores kennel clubes independentes, amplamente aceitos para países de língua inglesa são:
- American Kennel Club (Estados Unidos)[4]
- Australian National Kennel Council (Austrália)
- Canadian Kennel Club (Canadá)
- The Kennel Club (Reino Unido)
- Kennel Clube of India (Ìndia)
- Kennel Union of Southern Africa (África do Sul)
- United Kennel Club (Estados Unidos)